# Regina septemvittata
Regina septemvittata (змія-королева) — вид змій родини полозових (Colubridae). Мешкає в США і Канаді.

## Опис

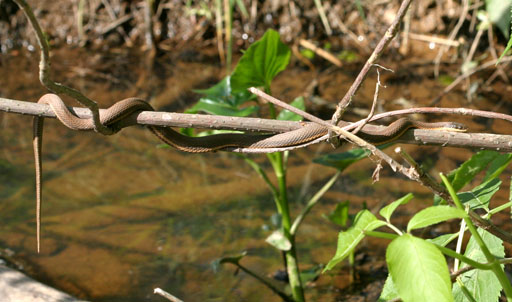
Змія-королева над водою

Змії-королеви досягають довжини 60 см (враховуючи хвіст). Самиці дещо більші за самців. Верхня частина тіла у них оливкова, сіра або темно-коричнева, по спині проходить персикова або жовта смуга. Нижня частина тіла кремова або жовта, по животу проходять чотири темні смуги. Молоді змії мають сім смуг (3 на спини та 4 на животі), через що вид отримав назву septemvittata (семисмуга). У міру дорослішання змії смуги бліднуть.

## Поширення й екологія
Змії-королеви мешкають на сході Північної Америки (на схід від Міссісіпі), від Західного Нью-Йорка до Вісконсину та на південь до Алабами й Північної Флориди, а також на півдні Онтаріо. Вони живуть на берегах невеликих чистих річок з кам'янистим або піщаним дном. Живляться на 90 % раками, особливо тими, що нещодавно линяли, а також земноводними, пуголовками і рибою. Яйцеживородні, народжують від 5 до 20 дитинчат завдовжки 17,5—23 см (враховуючи хвіст).